# NGC 5325
NGC 5325 é uma galáxia espiral (Sc) localizada na direcção da constelação de Canes Venatici. Possui uma declinação de +38° 16' 29" e uma ascensão recta de 13 horas, 50 minutos e 54,0 segundos.
A galáxia NGC 5325 foi descoberta em 14 de Junho de 1885 por Lewis A. Swift.